# Abborrtjärnarna (Borgsjö socken, Medelpad, 694282-147667)
Abborrtjärnarna är en sjö i Ånge kommun i Medelpad som ingår i Ljungans huvudavrinningsområde. Abborrtjärnarna ligger i Helvetesbrännan (södra) Natura 2000-område.